# Rue Saint-Gilles
Rue Saint-Gilles je ulice v Paříži v historické čtvrti Marais. Nachází se ve 3. obvodu.

## Poloha
Ulice vede od křižovatky s Boulevard Beaumarchais a končí na křižovatce s Rue de Turenne, odkud pokračuje Rue du Parc-Royal.

## Historie
Ulice byla otevřena v roce 1640 na severní hranici bývalých zahrad paláce Tournelles pod názvem Rue Neuve-Saint-Gilles. Její jméno je odvozeno od svatého Jiljí, jehož socha se nacházela na její východní straně.

## Zajímavé objekty
- dům č. 10: dům si pronajala komtesa Jeanne de Valois-Saint-Rémy (1756–1791), známá z aféry s náhrdelníkem. žila zde až do soudu v roce 1786, kdy byla uzavřena do ženské věznice Salpétrière.
- dům č. 22: hôtel Deliste-Mansart